# Energias de Portugal
Die Energias de Portugal, SA (EDP) ist eine portugiesische Aktiengesellschaft mit Sitz in Lissabon und einer der größten Energieversorger Europas. Außer Portugal ist die EDP auch in Spanien, Frankreich, Belgien, Polen, Rumänien, USA und Brasilien präsent. Energias de Portugal ist mit 77,5 Prozent an EDP Renováveis beteiligt, die im Bereich erneuerbare Energien tätig ist. Mit einem Marktwert von € 20,63 Mrd. war die EDP 2023 das wertvollste portugiesische Unternehmen.

## Geschichte
1891 bekam ein erstes Unternehmen eine Konzession von der Stadtverwaltung Lissabon, die Stadt mit Gas und Elektrizität zu versorgen, damit wurden die ersten elektrischen Installationen und Anschlüsse von Häusern vermögender Personen möglich. Ab 1900 waren die Stadtverwaltungen für die Vergabe von Verträgen und Konzessionen an lokale Energieunternehmen zuständig. Die Landesregierung übernahm die Vergabe für Kraftwerkskonzessionen.
In der Folge der in den 1940ern erlassenen neuen Regeln für die landesweite Elektrifizierung entstand die Companhia Nacional de Electricidade, ein erster Vorläufer der heutigen EDP, welche mit der landesweiten Vernetzung der Energiesysteme begann. Nach 1950 folgte der Bau größerer Kraftwerke. 1960 wurden auch die nationalen Übertragungsnetze in das Unternehmen integriert.

### Electricidade de Portugal, 1976
Nachdem dem Ende portugiesische Diktatur durch die Nelkenrevolution 1974, renationalisierte die marxistische Regierung die Energieerzeugung und -übertragungsnetze des Landes. 1976 erfolgte der Zusammenschluss der Energiesysteme in der neu gegründeten Electricidade de Portugal mit dem Ziel, die allgemeine Versorgung und Nutzung der Energie in Portugal zu stärken und einen landeseinheitlichen Tarif festzusetzen.
Die politischen und wirtschaftlichen Unruhen in Portugal in den 1980ern kombiniert mit einem starken Anstieg der Energienachfrage verursachten große Probleme für die noch junge EDP. Die Investitionen in den Energiebereich des Landes haben sich zwischen 1976 und 1980 mehr als verdreifacht, da der Staat versuchte, die stark wachsende Energienachfrage zu sättigen.
Als eines der wenigen international anerkannten Staatsunternehmen Portugals schaffte es EDP in dieser Zeit, Unterstützung von der Weltbank und anderen Investoren für neue Energieprojekte zu bekommen. Bereits 1981 besaß und betrieb EDP rund 41 Wasserkraftwerke in Portugal, um importunabhängig Energie zu produzieren. Trotz dieser guten Außenwahrnehmung drosselte die Regierung in der politisch schwierigen Zeit die finanzielle Unterstützung, wodurch die Verschuldung der EDP erschreckende Höhen erreichte. Ende der 80er und Anfang der 90er wuchsen die Defizite drastisch, so dass die Regierung grundlegende Reformen zur Restrukturierung des Energiesektors verabschiedete.
Die drastischen Reorganisationen und Restrukturierungen wurden im September 1994 abgeschlossen. EDP bekam eine Holding-Struktur mit der Companhia Portuguesa de Producao de Energia (CPPE) als Produktionstochter und der Rede Electrica Nacional (REN) für den Vertrieb und die Versorgungsnetze. Im Jahr 1997 wurde Electricidade de Portugal teilprivatisiert. Mit der Privatisierung der EDP wurde die Zahl der Mitarbeiter von etwa 15.000 auf rund 8.000 Mitarbeiter reduziert.

### Energias de Portugal, 2004
Im Oktober 2004 wurde die frühere Electricidade de Portugal in Energias de Portugal (EDP) umfirmiert. Diese Umfirmierung wurde in Vorbereitung für die damals geplante Übernahme des portugiesischen Gasversorgers Gas de Portugal (GDP) vollzogen, die jedoch durch die Regulierungsbehörden untersagt wurde.
Als Energieversorger in Brasilien trat EDP erstmals im Jahr 1996 auf. Seit 2004 hält die EDP auch die Anteilsmehrheit der baskischen Hidrocantábrico-Gruppe, des drittgrößten spanischen Stromkonzerns.

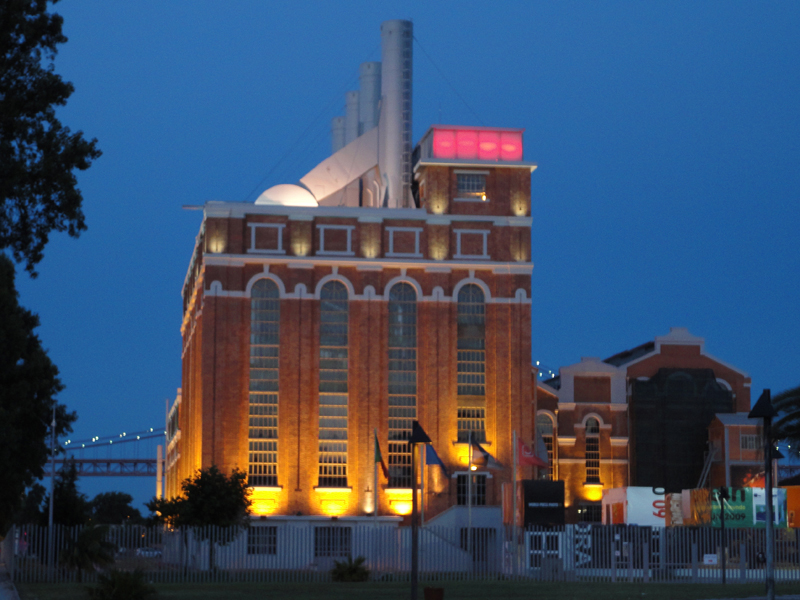
Ehemaliges Museu da Eletricidade, seit 2016 Teil des MAAT

Im Mai 2006 eröffnete die EDP über die Fundação EDP im Lissaboner Vorort Belém im ehemaligen Kraftwerk Central Tejo ein Elektrizitätsmuseum. Das Museum wurde 2016 mit einem angrenzenden Neubau der britischen Architektin Amanda Levete zum Museu de Arte, Arquitetura e Tecnologia erweitert.
Im Frühjahr 2007 übernahm die EDP den Energieversorger Horizon Wind Energy von der Investmentbank Goldman Sachs.

### Privatisierung 2011
Im Zuge der Staatsschuldenkrise im Euroraum verkaufte die portugiesische Regierung als Teil der geplanten Sanierung des eigenen Staatshaushaltes ihren Anteil an der EDP bis auf einen Restanteil von vier Prozent; 21,35 % der Anteile übernahm Ende 2011 die China Three Gorges Corporation (CTG) für 2,69 Mrd. Euro, obwohl Kanzlerin Angela Merkel beim damaligen Ministerpräsidenten Pedro Passos Coelho für einen Verkauf an E.ON interveniert hatte.
2024 gab EDP die Absicht bekannt, bis 2030 eine Milliarde Euro in deutsche Wind- und Solarparks zu investieren.

## Eigentümerstrukturen
Die Aktie der EDP hat am Portuguese Stock Index 20 (PSI 20) eine Gewichtung von 12,15 %, EDP Renováveis ist mit 9,21 % ebenfalls im PSI 20 vertreten (Stand März 2018). Die EDP ist auch im DJSI-World gelistet.
| Anteilseigner                  | Anteil        |         | % Voto |
| ------------------------------ | ------------- | ------- | ------ |
| Streubesitz                    | 1.639.999.193 | 42,02 % | -      |
| China Three Gorges Corporation | 780.633.782   | 21,35 % |        |
| Oppidum                        | 183.257.513   | 7,19 %  |        |
| José de Mello                  | 169.732.151   | 4,60 %  |        |
| Capital Group Companies        | 248.437.516   | 4,07 %  |        |
| Senfora                        | 148.431.999   | 4,06 %  |        |
| Qatar Holding                  | 89.708.375    | 2,27 %  |        |
| Sonatrach                      | 87.007.443    | 2,38 %  |        |
| Norges Bank LLC                | 82.868.933    | 2,23 %  |        |
| BlackRock                      | 32.476.701    | 2,00 %  |        |
| Eigene Anteile                 | 1.639.999.193 | 0,75 %  | -      |